# Lion Rock (Great Barrier Island)
Lion Rock ist eine längliche Felseninsel östlich von Great Barrier Island, im Norden der Nordinsel von Neuseeland.

## Geographie
Die Insel befindet sich an der Ostseite von Great Barrier Island, rund 440 m von der Küste entfernt. Mit einer Höhe von etwas über 40 m erstreckt sich die Insel über eine Fläche von rund 1,6 Hektar und rund 260 m in Nord-Süd-Richtung. Sie misst dabei an der breitesten Stelle rund 95 m in Ost-West-Richtung. Rund 115 m nördlich liegt eine kleine Felseninsel und rund 610 m in westsüdwestlicher Richtung befindet sich die ebenfalls längliche Nachbarinsel Palmers Island.